# Зернове (Джанкойський район)
Зернове́ (до 1945 року — Тьобей, крим. Töbey) — село Джанкойського району Автономної Республіки Крим. Населення становить 803 особи. Орган місцевого самоврядування - Розкішненська сільська рада. Розташоване на півдні району.

## Географія
Зернове - село на крайньому південному заході району, у степовому Криму, на стику кордонів з Красногвардійським та Первомайським районами, висота над рівнем моря - 35 м . Сусідні села: Розкішне за 1 км на північ, Краснодарка за 4 км на південний захід та Побєдине за 4,2 км на південний схід - обидва Красногвардійського району. Відстань до райцентру - близько 22 кілометрів, там же найближча залізнична станція

## Історія
Перша документальна згадка села зустрічається в Камеральному Описі Криму ... 1784 року, судячи з якого, в останній період Кримського ханства Тьобей (записано, як Тубеі Хаджі) входило до Караул кадилик Перекопського каймакамства .
Після приєднання Криму до Російської імперії (8) 19 квітня 1783 , (8) 19 лютого 1784, на території колишнього Кримського Ханства була утворена Таврійська область і село було приписане до Перекопського повіту . Після Павловських реформ, з 1796 по 1802 рік, входило в Перекопський повіт Новоросійської губернії . За новим адміністративним поділом, після створення 8 (20) жовтня 1802 Таврійської губернії , Тюбей був включений до складу Бозгозькая волость Бозгозської волості Перекопського повіту.
Після реформи волосного поділу 1829 Тьобей, згідно «Ведомостей про казенні волості Таврійської губернії 1829 року» , віднесли до Ельвігазанської волості . Потім, мабуть, внаслідок еміграції кримських татар в Туреччину , село помітно спорожніло і на карті 1842 року Тьобей позначений умовним знаком «мале село», тобто менше 5 дворів .
У 1860-х роках, після земської реформи Олександра II, села приписали до Григор'ївської волості того ж повіту. У  «Списку населених місць Таврійської губернії за відомостями 1864 року», складеному за результатами VIII ревізії 1864 року, Тюбей - власницьке село з 1 двором та 7 жителями при колодязях . Згідно «Пам'ятної книги Таврійської губернії за 1867 рік», село Тьобей була покинуте мешканцями в 1860-1864 роках, внаслідок еміграції кримських татар, особливо масової після Кримської війни 1853-1856 років, в Туреччину  і  залишалося в руїнах і, якщо на триверстовій  мапі 1865 року село ще позначене , то на карті, з коректурою 1876 вона позначене, як  хутір Лютостанський Тьобей з 1 двором .
Після земської реформи 1890 року Тьобей віднесли до Олександрівської волості. Згідно  «... Пам'ятної книги Таврійської губернії за 1892 рік» , на хуторі Тьобей біло 6 жителів у 2 домогосподарствах . За  «... Пам'ятною книгою Таврійської губернії за 1900 рік»  в селищі Тьобей числилося 22 жителя в 1 дворі . У  Статистичному довіднику Таврійської губернії 1915 року , в Олександрівській волості Перекопського повіту значиться хутір Тьобей .
Після встановлення в Криму Радянської влади, за постановою Кримревкома від 8 січня 1921 № 206 «Про зміну адміністративних кордонів» була скасована волосна система і в складі Джанкойського повіту (перетвореного з Перекопського) був створений Джанкойський район . У 1922 році повіти перетворили в округи . 11 жовтня 1923 року, згідно з постановою ВЦВК, до адміністративний поділ Кримської АРСР були внесені зміни, у результаті яких округи були ліквідовані, основною адміністративною одиницею став Джанкойський район  і село включили до його складу. Згідно  Списку населених пунктів Кримської АРСР за Всесоюзним переписом від 17 грудня 1926 року, радгосп Тьобей входив до складу Сеїт-Булатської сільради Джанкойського району .
Указом Президії Верховної Ради РРФСР від 18 травня 1948 року, Тьобей перейменували в Зернове .